# White Plains, Georgia
White Plains är en ort i Greene County i Georgia. Vid 2010 års folkräkning hade White Plains 239 invånare.

## Kända personer från White Plains
- William Heard Kilpatrick, pedagog